# Atractonotus

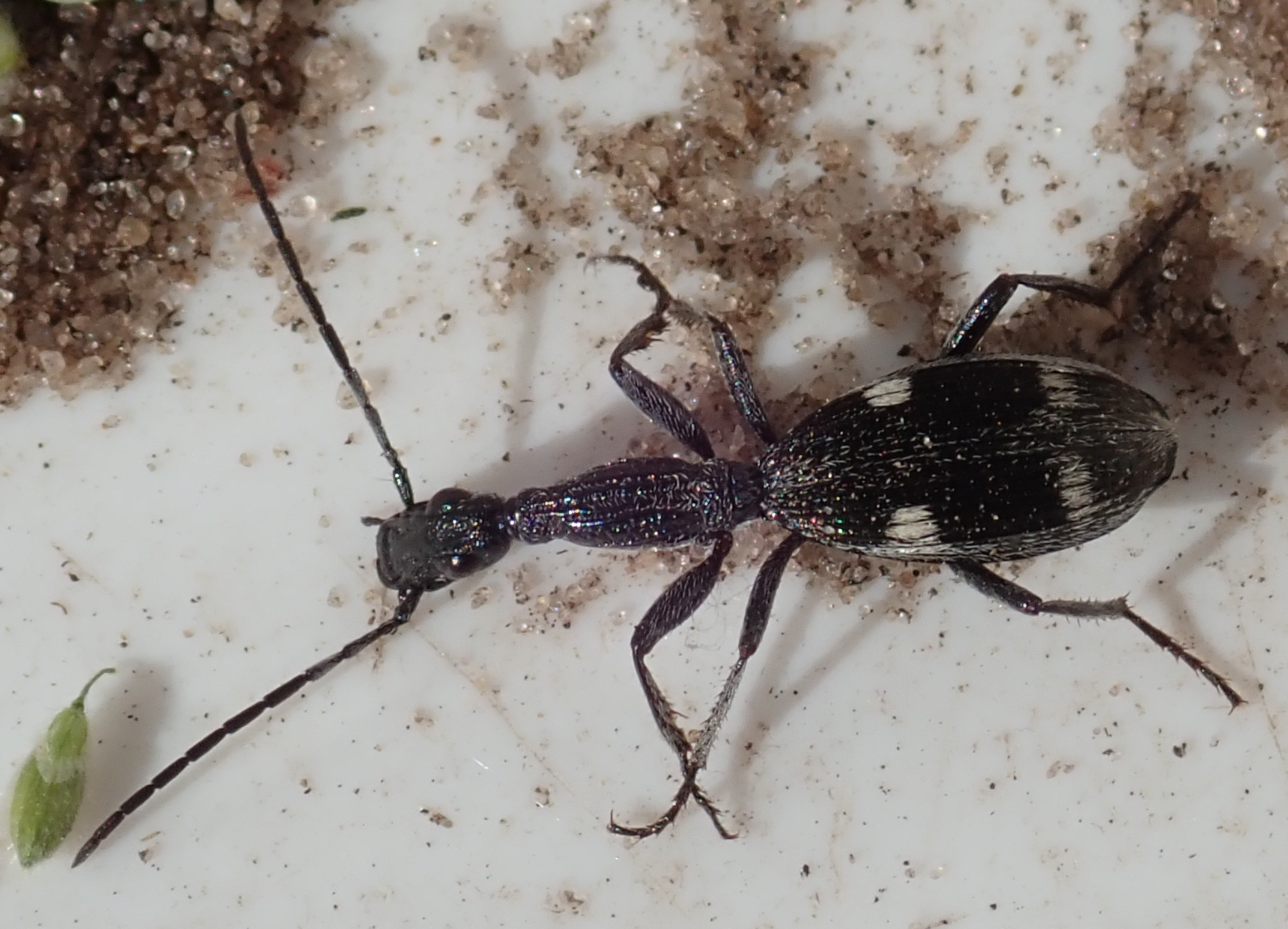
Atractonotus

Atractonotus is een geslacht van kevers uit de familie van de loopkevers (Carabidae). De wetenschappelijke naam van het geslacht is voor het eerst geldig gepubliceerd in 1846 door Perroud.

## Soorten
Het geslacht Atractonotus is monotypisch en omvat slechts de volgende soort:
- Atractonotus mulsanti Perroud, 1846